# Moosheiden
Die Moosheiden (Phyllodoce) sind eine Pflanzengattung innerhalb der Familie der Heidekrautgewächse (Ericaceae). Die sieben bis acht Arten sind auf der Nordhalbkugel zirkumpolar in der borealen Zone in Nordamerika und Eurasien verbreitet.

## Beschreibung

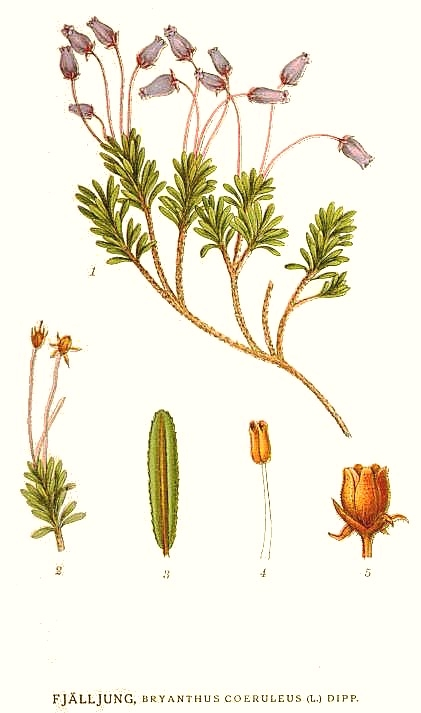
Illustration von Phyllodoce caerulea

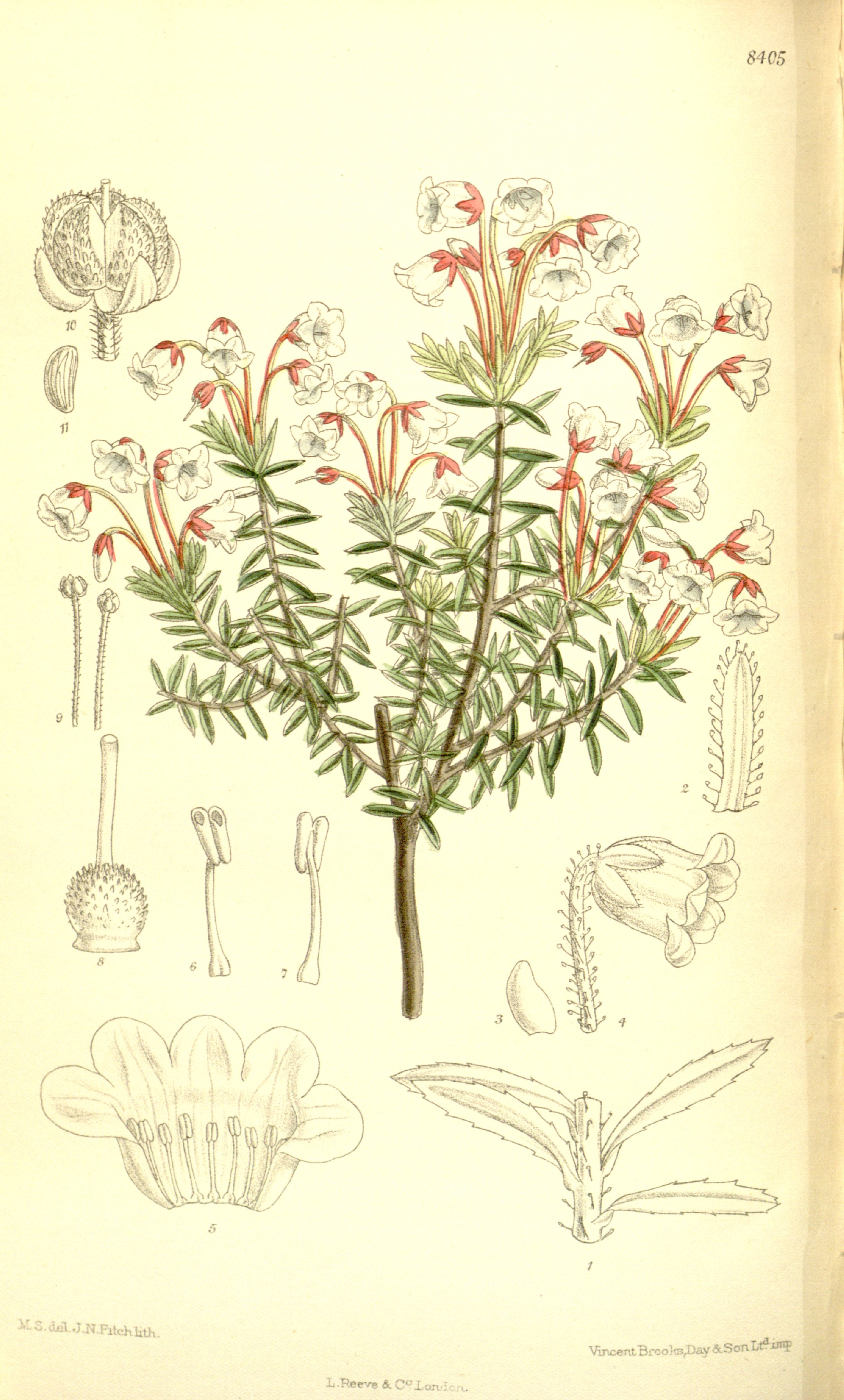
Illustration von Phyllodoce nipponica

### Vegetative Merkmale
Phyllodoce-Arten wachsen als kleine, immergrüne Sträucher. Oft wachsen sie aus Rhizomen heraus, wobei die Sprossbasis von Klumpen alter Blattstiele umgeben sind. Sie haben aufrechte oder ausgebreitete Sprossachsen. Sie Rinde junger Zweige ist glänzend behaart und bei den älteren, kräftigen und zerzausten Ästen ist sie kahl.
Die Laubblätter sind wechselständig oder gegenständig angeordnet. Die schmalen, lederigen Blattspreiten sind linealisch und nahe der fein gesägten Ränder eingerollt.

### Generative Merkmale
Die endständigen, doldenförmigen Blütenstände enthalten nur eine Blüte oder bis zu 30 Blüten und Deckblätter.
Die zwittrigen Blüten sind radiärsymmetrisch und fünfzählig mit einer doppelten Blütenhülle. Die fünf haltbaren Kelchblätter sind zu einem relativ kleinen Blütenkelch verwachsen. Die fünf Kronblätter sind mindestens bis zur Hälfte ihrer Länge zu einer krug- oder glockenförmige Blütenkrone verwachsen, die in fünf Kronzähnen endet. Es sind zwei Kreise mit meist fünf, selten vier oder sechs Staubblättern vorhanden, die die Blütenkrone meist nicht überragen. Die Staubbeutel öffnen sich mit Poren. Der Griffel ist schlank.
Die kugeligen, fünffächerigen Kapselfrüchte öffnen sich lokulizid und enthalten mehr als 100 winzige Samen. Die Samen sind eiförmig.

## Systematik und Verbreitung
Die Gattung Phyllodoce wurde 1806 durch Richard Anthony Salisbury in The Paradisus Londinensis, 1, Tafel 36 aufgestellt. Typusart ist Phyllodoce taxifolia Salisb. nom. illeg. superfl., sie ist ein Synonym von Phyllodoce caerulea. Der Gattungsname Phyllodoce bezieht sich auf eine der Nereiden der griechischen Mythologie.
Die Gattung Phyllodoce gehört zur Tribus Phyllodoceae in der Unterfamilie Ericoideae innerhalb der Familie Ericaceae.
Die Phyllodoce-Arten gedeihen in arktisch-alpinen Gebieten.
Selbst nach phylogenetischen Analysen sind die Beziehungen der einzelnen Arten untereinander unklar.
Es gibt sieben bis acht Arten innerhalb der Gattung Phyllodoce:
- Phyllodoce aleutica (Spreng.) A.Heller: Sie kommt von Alaska bis Ostasien vor.[2]
- Phyllodoce breweri (A.Gray) A.Heller: Sie gedeiht auf subalpinen Wiesen und an felsigen Hängen im Kaskadengebirge, in der Sierra Nevada und in den San Bernadino Bergen in Höhenlagen von 1200 bis 3500 Metern in den westlichen US-Bundesstaaten Nevada und Kalifornien.[2]
- Phyllodoce caerulea (L.) Bab. (Syn.: Phyllodoce taxifolia Salisb.): Sie ist in Eurasien und Nordamerika verbreitet.[2][1]
- Phyllodoce deflexa Ching ex H.P.Yang: Sie in Wäldern in Höhenlagen von etwa 1700 Metern nur in Jilin vor.[1]
- Phyllodoce empetriformis (Sm.) D.Don: Sie kommt vom subarktischen bis zum westlichen Nordamerika vor. Es gibt Fundortangaben für das kanadische Territorium Yukon und die kanadischen Provinzen Alberta sowie British Columbia und die US-Bundesstaaten Alaska Idaho, Montana, Oregon, Washington sowie Kalifornien. Sie gedeiht an feuchten subalpinen bis alpinen Hängen in Höhenlagen von 1400 bis 3500 Metern.[2][4]
- Phyllodoce glanduliflora (Hook.) Coville[2] Sie kommt vom subarktischen bis zum westlichen Nordamerika vor. Es gibt Fundortangaben für die kanadische Gebiete Nordwest-Territorien sowie Yukon und die kanadischen Provinzen Alberta sowie British Columbia und die US-Bundesstaaten Alaska, Montana, Oregon, Washington sowie Wyoming.[4]
- Phyllodoce nipponica Makino (Syn.: Phyllodoce amabilis Stapf, Phyllodoce empetriformis var. amabilis (Stapf) Rehd., Phyllodoce nipponica var. amabilis (Stapf) Stoker): Sie kommt in Japan vor.[4]

Es gibt Naturhybriden.